# Yeomju Gymnasium
Yeomju Gymnasium (kor. 염주종합체육관) – hala widowiskowo-sportowa w mieście Gwangju, w Korei Południowej. Została otwarta w październiku 1987 roku. Może pomieścić 8500 widzów. Położona jest na terenie dużego kompleksu sportowego, m.in. w sąsiedztwie Gwangju World Cup Stadium. Obiekt był jedną z aren Letniej Uniwersjady 2015 (podczas tych zawodów odbywały się na nim mecze siatkówki, koszykówki, piłki ręcznej i badmintona). W lipcu 2019 roku rozegrano na nim także zawody w pływaniu artystycznym podczas 18. Mistrzostw Świata w Pływaniu, a w sierpniu tego samego roku arena również gościła pływanie synchroniczne, tym razem w ramach FINA World Masters Championships (specjalnie na te dwie imprezy wewnątrz areny powstał tymczasowy basen pływacki).